# برتن
شهر برتن در ایالت بادن-وورتمبرگ در کشور آلمان واقع شده است.